# Торткудук
Торткудук (каз. Төртқұдық) — село в Павлодарской области Казахстана. Находится в подчинении городской администрации Аксу. Входит в состав Достыкского сельского округа. Код КАТО — 551643200.

## Население
В 1999 году население села составляло 115 человек (61 мужчина и 54 женщины). По данным переписи 2009 года, в селе проживали 104 человека (46 мужчин и 58 женщин).